# اسامو
اسامو (به عربی: أسامو) یک شهرک در جیبوتی است که در منطقه علی صبیح واقع شده‌است.

## خصوصیات
اسامو  ۵۰۰ نفر جمعیت دارد و ۷۵۷ متر بالاتر از سطح دریا واقع شده‌است.